# キバシカササギ
キバシカササギ （黄嘴鵲、学名：Pica nuttalli）は、スズメ目カラス科に分類される鳥類。

## 分布
アメリカ カリフォルニア州平野部に点在